# 2022年世界水泳選手権トルクメニスタン選手団
2022年世界水泳選手権トルクメニスタン選手団は、2022年6月18日から7月3日までハンガリーのブダペストで開催された第19回世界水泳選手権のトルクメニスタン選手団、およびその競技結果。

## 選手団
- 人員: 選手 4人

## 選手名簿・結果
| 選手                             | 種目              | 予選      | 予選 | 準決勝   | 準決勝   | 決勝     | 決勝     |
| 選手                             | 種目              | 結果      | 順位 | 結果     | 順位     | 結果     | 順位     |
| -------------------------------- | ----------------- | --------- | ---- | -------- | -------- | -------- | -------- |
| ムサ・ザラエフ                   | 男子50m自由形     | 24秒15    | 61位 | 予選敗退 | 予選敗退 | 予選敗退 | 予選敗退 |
| ムサ・ザラエフ                   | 男子50mバタフライ | 26秒21    | 58位 | 予選敗退 | 予選敗退 | 予選敗退 | 予選敗退 |
| エミングリー・バリーコフ         | 男子100m自由形    | 55秒99    | 87位 | 予選敗退 | 予選敗退 | 予選敗退 | 予選敗退 |
| エミングリー・バリーコフ         | 男子200m自由形    | 2分05秒06 | 60位 | 予選敗退 | 予選敗退 | 予選敗退 | 予選敗退 |
| アナスタシヤ・モルギンシュテルン | 女子100m自由形    | 1分02秒43 | 47位 | 予選敗退 | 予選敗退 | 予選敗退 | 予選敗退 |
| アナスタシヤ・モルギンシュテルン | 女子50mバタフライ | 30秒59    | 51位 | 予選敗退 | 予選敗退 | 予選敗退 | 予選敗退 |
| アイヌラ・プリモワ               | 女子50m背泳ぎ     | 32秒91    | 35位 | 予選敗退 | 予選敗退 | 予選敗退 | 予選敗退 |
| アイヌラ・プリモワ               | 女子100m背泳ぎ    | 1分13秒05 | 41位 | 予選敗退 | 予選敗退 | 予選敗退 | 予選敗退 |